# Labergement-Foigney
Labergement-Foigney és un municipi francès, situat al departament de la Costa d'Or i a la regió de Borgonya - Franc Comtat. L'any 2007 tenia 425 habitants.

## Demografia

### Població
El 2007 la població de fet de Labergement-Foigney era de 425 persones. Hi havia 150 famílies, de les quals 20 eren unipersonals (4 homes vivint sols i 16 dones vivint soles), 57 parelles sense fills i 73 parelles amb fills.
La població ha evolucionat segons el següent gràfic:
Habitants censats

### Habitatges
El 2007 hi havia 166 habitatges, 156 eren l'habitatge principal de la família, 6 eren segones residències i 3 estaven desocupats. 163 eren cases i 2 eren apartaments. Dels 156 habitatges principals, 144 estaven ocupats pels seus propietaris, 7 estaven llogats i ocupats pels llogaters i 5 estaven cedits a títol gratuït; 1 tenia una cambra, 2 en tenien dues, 12 en tenien tres, 44 en tenien quatre i 98 en tenien cinc o més. 121 habitatges disposaven pel capbaix d'una plaça de pàrquing. A 53 habitatges hi havia un automòbil i a 97 n'hi havia dos o més.

### Piràmide de població
La piràmide de població per edats i sexe el 2009 era:
| Homes | Edats   | Dones |
| ----- | ------- | ----- |
| 0     | 95 o +  | 0     |
| 0     | 90 a 94 | 0     |
| 3     | 85 a 89 | 5     |
| 0     | 80 a 84 | 1     |
| 6     | 75 a 79 | 4     |
| 6     | 70 a 74 | 8     |
| 6     | 65 a 69 | 8     |
| 9     | 60 a 64 | 9     |
| 17    | 55 a 59 | 11    |
| 16    | 50 a 54 | 22    |
| 23    | 45 a 49 | 20    |
| 16    | 40 a 44 | 19    |
| 17    | 35 a 39 | 17    |
| 7     | 30 a 34 | 11    |
| 7     | 25 a 29 | 6     |
| 12    | 20 a 24 | 7     |
| 12    | 15 a 19 | 23    |
| 16    | 10 a 14 | 20    |
| 17    | 5 a 9   | 11    |
| 11    | 0 a 4   | 14    |

## Economia
El 2007 la població en edat de treballar era de 276 persones, 206 eren actives i 70 eren inactives. De les 206 persones actives 185 estaven ocupades (94 homes i 91 dones) i 19 estaven aturades (8 homes i 11 dones). De les 70 persones inactives 31 estaven jubilades, 25 estaven estudiant i 14 estaven classificades com a «altres inactius».

### Ingressos
El 2009 a Labergement-Foigney hi havia 154 unitats fiscals que integraven 420 persones, la mediana anual d'ingressos fiscals per persona era de 20.578,5 €.

### Activitats econòmiques
Dels 11 establiments que hi havia el 2007, 1 era d'una empresa de fabricació d'altres productes industrials, 2 d'empreses de construcció, 3 d'empreses de comerç i reparació d'automòbils, 2 d'empreses d'hostatgeria i restauració, 1 d'una empresa immobiliària, 1 d'una empresa de serveis i 1 d'una empresa classificada com a «altres activitats de serveis».
Dels 4 establiments de servei als particulars que hi havia el 2009, 1 era un taller de reparació d'automòbils i de material agrícola, 1 guixaire pintor, 1 electricista i 1 restaurant.
L'any 2000 a Labergement-Foigney hi havia 6 explotacions agrícoles.

## Equipaments sanitaris i escolars
El 2009 hi havia una escola elemental integrada dins d'un grup escolar amb les comunes properes formant una escola dispersa.

## Poblacions més properes
El següent diagrama mostra les poblacions més properes.